# محافظ شخصی (فیلم ۱۹۷۹)
محافظ شخصی (روسی: Телохранитель) فیلمی در ژانر وسترن است که در سال ۱۹۷۹ منتشر شد.